# Laboulbenia eubradycelli
Laboulbenia eubradycelli är en svampart som beskrevs av Huldén 1985. Laboulbenia eubradycelli ingår i släktet Laboulbenia och familjen Laboulbeniaceae.   Inga underarter finns listade i Catalogue of Life.